# Prêmio Contigo! de TV de 2005
Prêmio Contigo! de TV de 2005

23 de maio de 2005
Novela:
Senhora do Destino
Atriz:
Renata Sorrah
Ator:
José Wilker
Autor(a):
Aguinaldo Silva
Direção:
Wolf Maya
Prêmio Contigo! de TV 

← 2004  ·  2006 →
O 7º Prêmio Contigo! de TV foi realizado no Hotel Copacabana Palace, no Rio de Janeiro dia 23 de maio de 2005. O evento teve início com um coquetel. Já a cerimônia de premiação começou às 21h, premiando os melhores de 2004.

## Vencedores e indicados
- Os vencedores estão em negrito.[2]

| Melhor Novela | Melhor Autor |
| --- | --- |
| - Senhora do Destino - (Aguinaldo Silva) - Cabocla - (Benedito Ruy Barbosa) - Começar de Novo - (Antônio Calmon e Elizabeth Jhin) - Da Cor do Pecado - (João Emanuel Carneiro) - A Escrava Isaura - (Tiago Santiago) - Um Só Coração - (Maria Adelaide Amaral) | - Aguinaldo Silva - (Senhora do Destino) - Benedito Ruy Barbosa - (Cabocla) - Antônio Calmon e Elizabeth Jhin - (Começar de Novo) - João Emanuel Carneiro - (Da Cor do Pecado) - Tiago Santiago - (A Escrava Isaura) - Maria Adelaide Amaral - (Um Só Coração) |
| Melhor Atriz | Melhor Ator |
| - Renata Sorrah - (Senhora do Destino) - Patricia Pillar - (Cabocla) - Giovanna Antonelli - (Da Cor do Pecado) - Taís Araújo - (Da Cor do Pecado) - Carolina Dieckmann - (Senhora do Destino) - Susana Vieira - (Senhora do Destino) | - José Wilker - (Senhora do Destino) - Daniel de Oliveira - (Cabocla) - Tony Ramos - (Cabocla) - Reynaldo Gianecchini - (Da Cor do Pecado) - Leopoldo Pacheco - (A Escrava Isaura) - José Mayer - (Senhora do Destino)                                         |
| Melhor Atriz Coadjuvante | Melhor Ator Coadjuvante |
| - Leandra Leal - (Senhora do Destino) - Marília Pêra - (Começar de Novo) - Eva Wilma - (Começar de Novo) - Laura Cardoso - (Como uma Onda) - Rosi Campos - (Da Cor do Pecado) - Glória Menezes - (Senhora do Destino) | - Raul Cortez - (Senhora do Destino) - Eriberto Leão - (Cabocla) - Lima Duarte - (Da Cor do Pecado) - Matheus Nachtergaele - (Da Cor do Pecado) - Eduardo Moscovis - (Senhora do Destino) - Marcello Antony - (Senhora do Destino)                             |
| Melhor Atriz Revelação | Melhor Ator Revelação |
| - Vanessa Giácomo - (Cabocla) - Fernanda Machado - (Começar de Novo) - Marília Gabriela - (Senhora do Destino) - Tania Khalill - (Senhora do Destino) - Jéssica Sodré - (Senhora do Destino) - Malu Valle - (Senhora do Destino) | - Luiz Henrique Nogueira - (Senhora do Destino) - Malvino Salvador - (Cabocla) - Ricardo Pereira - (Como uma Onda) - Guilherme Weber - (Da Cor do Pecado) - Ronnie Marruda - (Senhora do Destino) - Renato Scarpin - (Um Só Coração)                           |
| Melhor Atriz Infantil | Melhor Ator Infantil |
| - Marcela Barrozo - (Senhora do Destino) - Marina Ruy Barbosa - (Começar de Novo) - Guta Gonçalves - (Como uma Onda) - Rayanna Vidal - (A Escrava Isaura) - Thavyne Ferrari - (Seus Olhos) - Isabella Cunha - (Um Só Coração) | - Sérgio Malheiros - (Da Cor do Pecado) - Pedro Malta - (Começar de Novo) - Arthur Lopes - (Como uma Onda) - Felipe Latge - (Da Cor do Pecado) - Ramon Motta - (Senhora do Destino) - Miguel Rômulo - (Senhora do Destino)                                     |
| Melhor Par Romântico | Melhor Diretor |
| - Taís Araújo e Reynaldo Gianecchini - (Da Cor do Pecado) - Daniel de Oliveira e Vanessa Giácomo - (Cabocla) - Danton Mello e Regiane Alves - (Cabocla) - Débora Falabella e Marcello Antony - (Senhora do Destino) - Dan Stulbach e Carolina Dieckmann - (Senhora do Destino) - Susana Vieira e José Wilker - (Senhora do Destino)                                                                          | - Wolf Maya - (Senhora do Destino) - Ricardo Waddington - (Cabocla) - Dennis Carvalho - (Como uma Onda) - Denise Saraceni - (Da Cor do Pecado) - Herval Rossano - (A Escrava Isaura) - Carlos Manga - (Um Só Coração)                                          |
| Melhor Cenografia | |
| - Raul Travassos, Gilson dos Santos, Isabela Urman e Mônica Aurenção - (Um Só Coração) - Mário Monteiro, Ana Maria Mello e Maurício Rohlfs - (Cabocla) - Mônica Aurenção, Fábio Rangel, Keller Veiga, Ana Maria Mello e Marie Odile Debieuvre - (Como uma Onda) - Daniel Cablunde - (A Escrava Isaura) - Keller Veiga, Mônica Aurenção, May Martins, Cristina Delamare e Erika Lovisi - (Senhora do Destino) | |